# Lars Nieberg

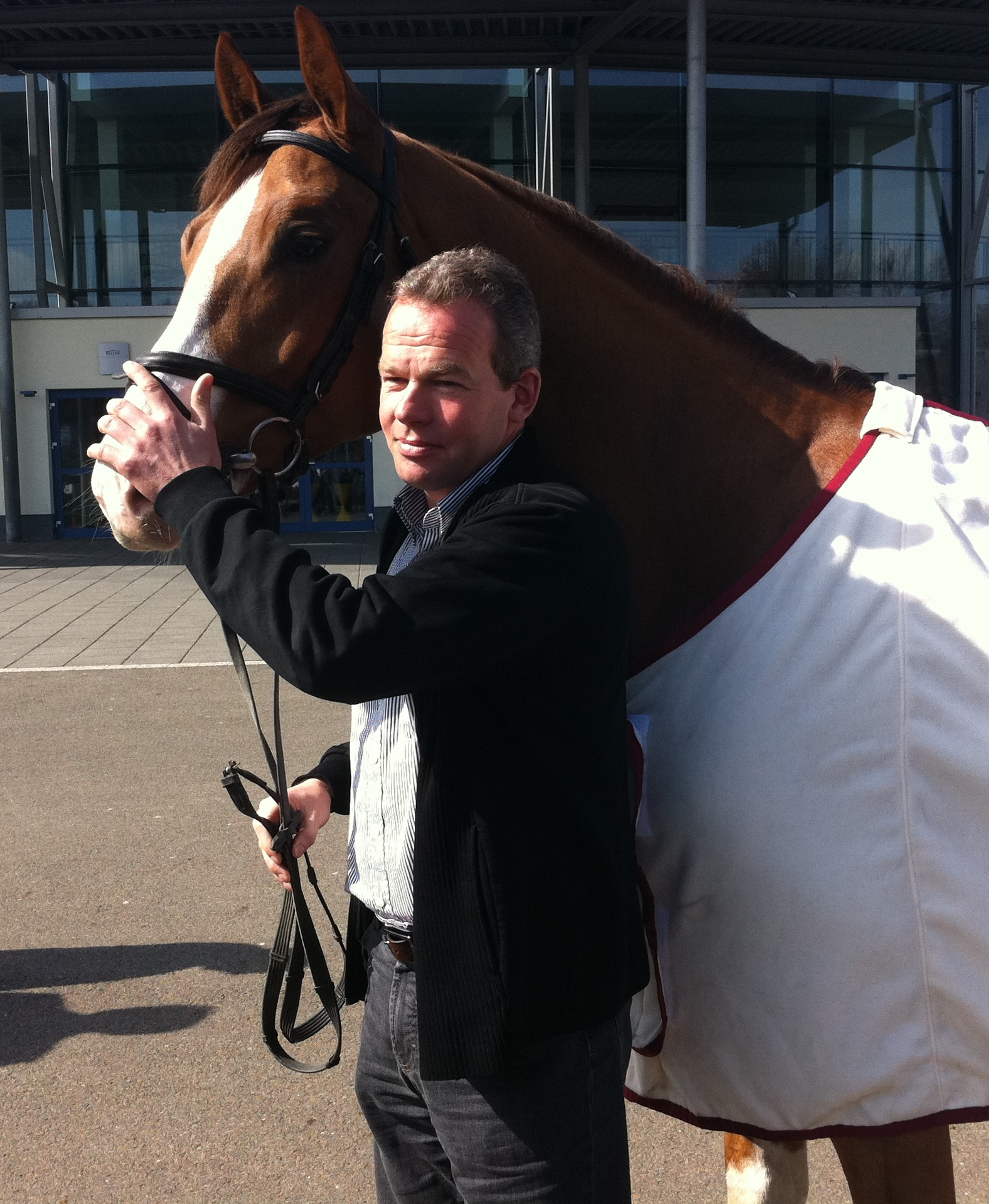
Lars Nieberg am 23. März 2011 in Zwickau

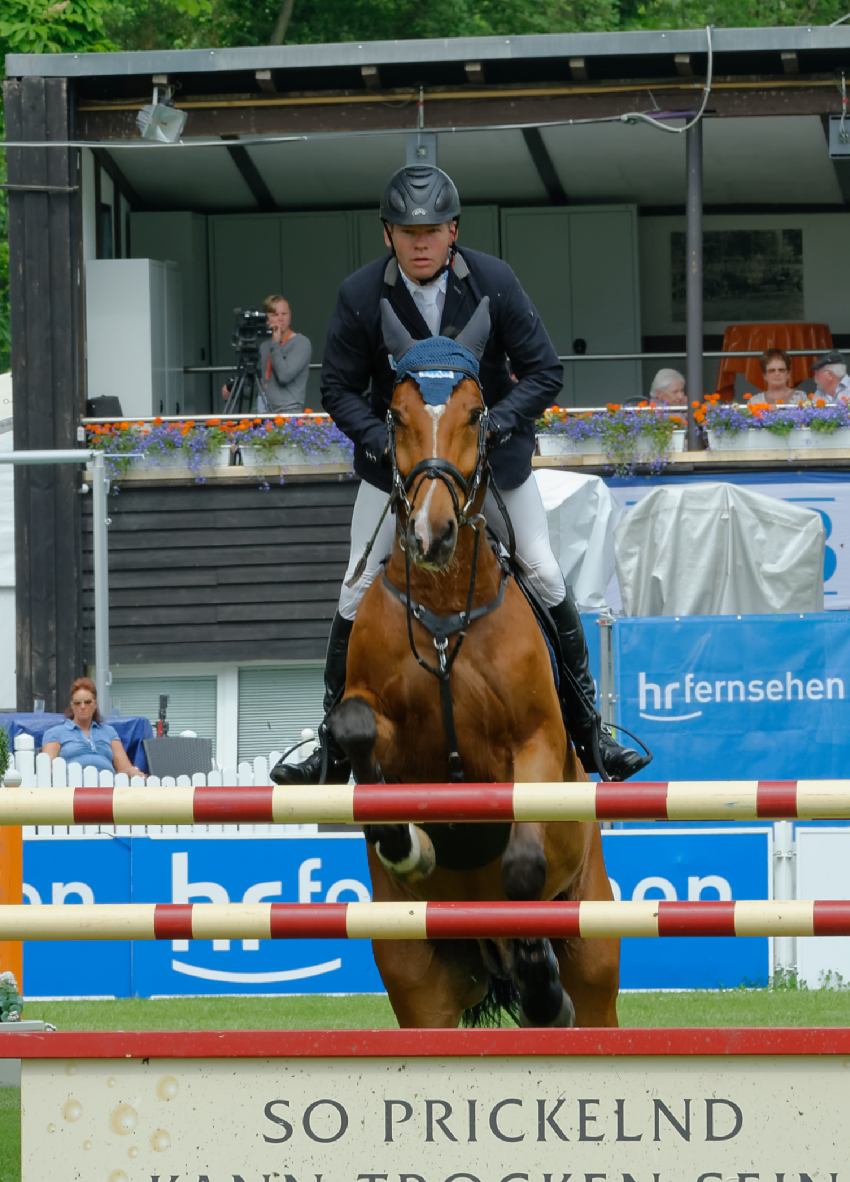
Lars Nieberg auf Chactus 1 beim CSIYH* in Wiesbaden 2015

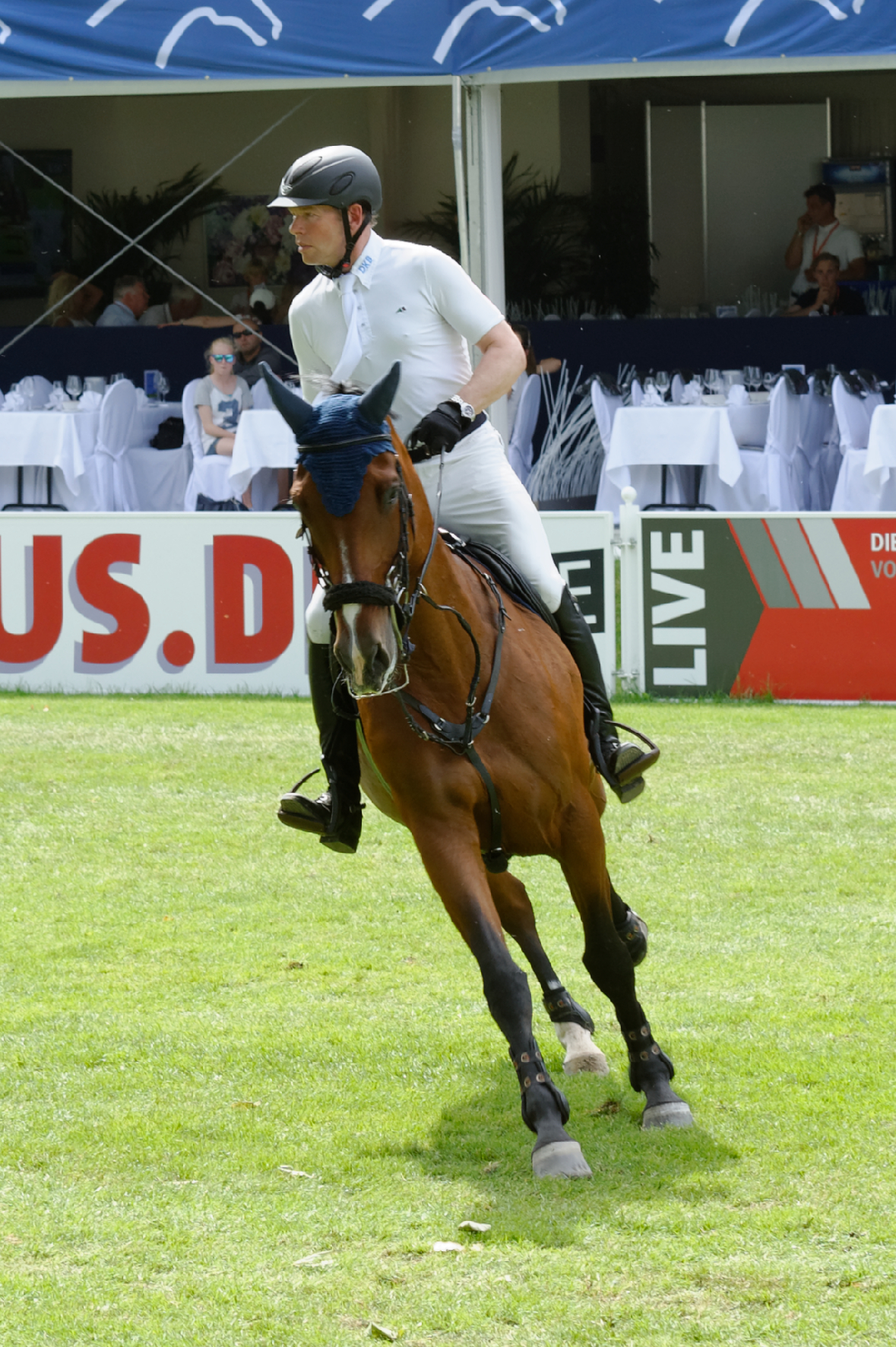
2014 beim Internationalen Pfingstturnier Wiesbaden

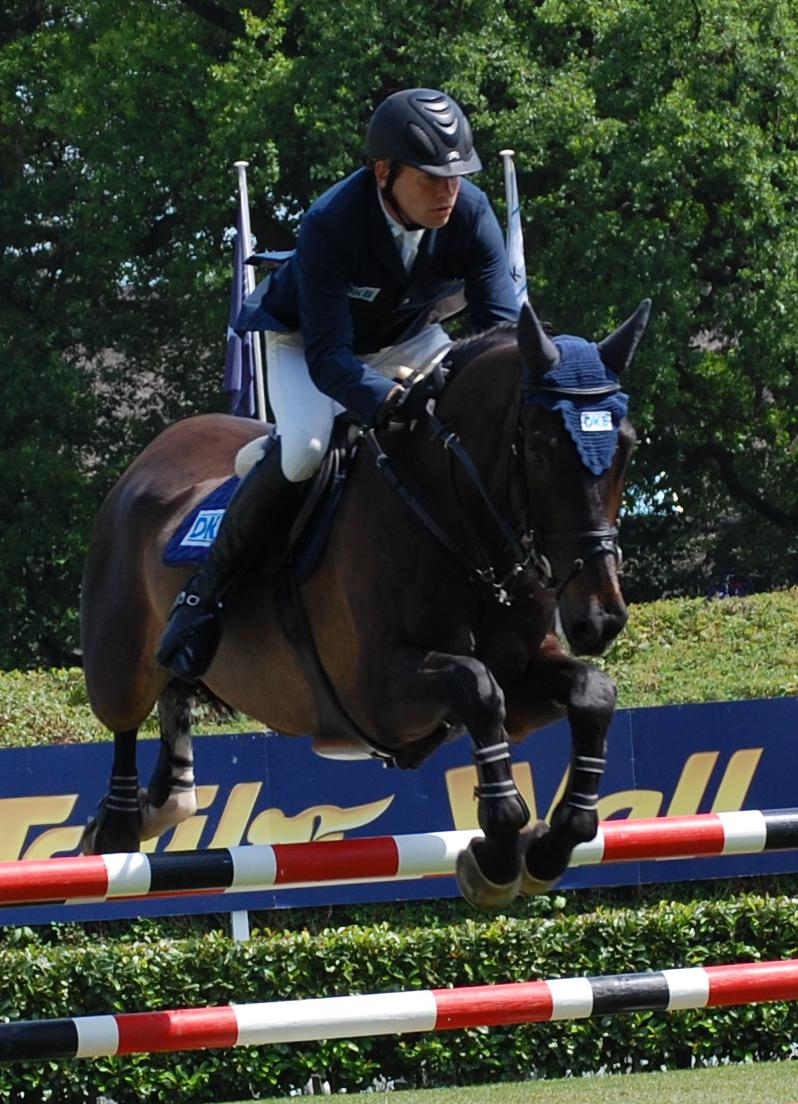
Lars Nieberg mit Lord Luis beim Championat von Hamburg 2011 (CSI 5*)

Lars Nieberg (* 24. Juli 1963 in Wittingen) ist ein deutscher Springreiter.

## Anfangsjahre
Nieberg begann mit sechs Jahren auf dem elterlichen Reiterhof zu reiten. 1980 begann er seine Lehre als Bereiter beim späteren Bundestrainer der deutschen Springreiter, Herbert Meyer. Nach einer einjährigen Zwischenstation im Stall von Paul Schockemöhle ging er nach Hamburg in den Stall von Achaz von Buchwaldt, wo er bis 1990 als Bereiter tätig war. In Folge ging er auf Vermittlung von Herbert Meyer nach Hessen, wo er eine Bereitertätigkeit im Gestüt Wäldershausen aufnahm. Im April 1994 übernahm er hier auch die Gestütsleitung.

## Reiterkarriere
Niebergs internationale Karriere begann 1990. Mitte der 1990er Jahre erreichte er die Weltspitze. Nachdem er 2005 und 2006 Pferde aus dem Sport verabschiedete, führten Verletzungen der verbleibenden Sportpferde dazu, dass es in Niebergs Karriere zu mehreren Rückschlägen kam.
Nachdem er 2009 wieder vermehrt Turniererfolge verzeichnen konnte, kündigte die Eigentümerin des Gestütes Wäldershausen im Oktober 2009 an, sich aus dem Pferdesport zurückzuziehen. Zum 1. April 2010 pachtete Lars Nieberg daraufhin das Gestüt Wäldershausen und reduzierte aus wirtschaftlichen Gründen den Pferdebestand von 70 auf etwa 30 Pferde. Den ehemals von Nieberg gerittenen Hengst Giorgio, der nach Ungarn verpachtet war, wollte Nieberg zur Zucht zurückholen.
Im Januar 2013 wurde er zu einem der Stellvertreter der Aktivensprecher der Springreiter gewählt.
Zum 1. März 2013 übernahm Nieberg die Nachfolge von Kurt Gravemeier als Leiter des Gut Berl. Auf dem Gut von Hendrik Snoek betreut er Zucht, Aufzucht und Ausbildung der jungen Pferde, daneben trainiert er die Reiter des Gutes. Das Gestüt Wäldershausen wurde im Gegenzug verkleinert, Nieberg ist seitdem im Münsterland ansässig. Bereits im Laufe des Jahres 2013 wurde das Gestüt Wäldershausen dann doch neu verpachtet.
Im Jahr 2018 zog sich Lars Nieberg aus dem internationalen Turniersport zurück. Für 50 Nationenpreisteilnahmen wurde ihm im Januar 2019 das FN-Ehrenzeichen in Gold mit Lorbeer verliehen.

## Pferde
- Foster (* 2008), dunkelbrauner Hannoveraner Hengst, Vater: For Edition, Muttervater: Adlantus As; ab Herbst 2018 von Alessandra Volpi geritten[9]
- Nabab de Revel (* 2004), dunkelbrauner Belgischer Warmblut-Wallach, Vater: Nabab de Reve, Muttervater: Heartbreaker, bis Herbst 2014 von Katrin Eckermann geritten, ab April 2018 von Max Nieberg geritten[10]
- Leonie W. (* 2003), braune Westfälische Stute, Vater: Larenco, Muttervater: Grandeur; zuletzt 2017 im internationalen Sport eingesetzt[11]
- Galippo (* 2001), fuchsfarbener Hannoveraner Wallach, Vater: Giorgio, Muttervater: For Pleasure; zuletzt 2016 im internationalen Sport eingesetzt[12]
- Levito (* 1999), dunkelbrauner Rheinischer Warmblut-Wallach, Vater: Lupicor, Muttervater: Indorado, ab 2013 von Tobias Woltering geritten[13]
- Lord Luis (* 1998), dunkelbrauner Holsteiner Wallach, Vater: Lord Luis, Muttervater: Alcatraz, bis Mitte 2009 von Alois Pollmann-Schweckhorst geritten, Mitte Juni 2011 verkauft[14][15]
- Lucie (* 1993), braune Hannoveraner Stute, Vater: Landadel, Muttervater: Gralsritter, im Dezember 2011 aus dem Sport verabschiedet[16][17]
- Adlantus As FRH (* 1993), dunkelbrauner Hannoveranerhengst, Vater: Argentinus, Muttervater: Lantaan[18]
- Fighting Alpha (* 1991, ursprünglich Jazeker P), brauner KWPN-Hengst, Vater: Fruhling (Landjonker), Muttervater: Farn[19]
- Loreana (* 1990), braune Holsteiner Stute, Vater: Lord, Muttervater: Othello, 2006 aus dem Sport verabschiedet[20]
- Giorgio (* 1987), fuchsfarbener Westfalenhengst, Vater: Graziano, Muttervater: Pilot, aus dem Sport verabschiedet[21]
- For Pleasure (* 1986; † 2011), fuchsfarbener Hannoveranerhengst, Vater: Furioso, Muttervater: Grannus, ab Ende 1998 von Marcus Ehning geritten
- Esprit FRH (* 1985; † 2015), dunkelbrauner Hannoveraner Wallach, Vater: Eiger I, Muttervater: Fürst Ferdinand, 2003 aus dem Sport verabschiedet[22]

## Erfolge

### Championate und Weltcup
- Olympische Spiele
  - 1996 in Atlanta: mit For Pleasure Mannschaftsgoldmedaille und 20. Platz in der Einzelwertung
  - 2000 in Sydney: mit Esprit Mannschaftsgoldmedaille und 4. Platz in der Einzelwertung
- Weltmeisterschaft
  - 1998 in Rom: mit Esprit Mannschaftsweltmeister und 17. Platz in der Einzelwertung
  - 2002 in Jerez de la Frontera: mit Adlantus As 4. Platz mit der Mannschaft und 17. Platz in der Einzelwertung
- Europameisterschaft
  - 1997 in Mannheim: mit For Pleasure Mannschaftseuropameister und 4. Platz in der Einzelwertung
  - 2001 in Arnheim: mit Esprit 3. Platz in der Mannschaft und 33. Platz in der Einzelwertung

- Deutsche Meisterschaft
  - Goldmedaille: 1995
  - Silbermedaille: 1997, 1998

- Weltcupfinale
  - 1995 in Göteborg: 2. Platz mit For Pleasure
  - 1998 in Helsinki: 2. Platz mit Esprit
  - 2003 in Las Vegas: 4. Platz mit Fighting Alpha
  - 2005 in Las Vegas: 3. Platz mit Lucie
  - 2014 in Lyon: 26. Platz mit Leonie W

### Weitere wichtige Erfolge (ab 2001)
Turniererfolge vor 2001 sind auf der Internetseite der Deutschen Reiterlichen Vereinigung zu finden (siehe Einzelnachweise)
- 2001: 1. Platz im Großen Preis von Balve (Riders-Tour-Wertungsprüfung) mit Albertino, 1. Platz im Großen Preis von Nörten-Hardenberg mit Fighting Alpha, 5. Platz in der Riders Tour-Gesamtwertung sowie mit der deutschen Mannschaft 1. Platz im Nationenpreis von St. Gallen mit Esprit
- 2002: 2. Platz in der Euroclassics Gesamtwertung Bremen mit Fighting Alpha, 2. Platz in der Weltcup-Wertungsprüfung von London-Olympia mit Adlantus As sowie mit der deutschen Mannschaft 1. Platz im Nationenpreis von Hickstead mit Adlantus As
- 2003: 1. Platz in der Weltcup-Wertungsprüfung von Dortmund mit Fighting Alpha, 2. Platz im Großen Preis von Aach (CSI 4*) mit Adlantus As, 2. Platz im Großen Preis von Paderborn mit Giorgio, 1. Platz im Großen Preis von Spangenberg (CSI 3*) mit Adlantus As, 1. Platz im Großen Preis von Kiel (CSI 3*) mit Loreana, 1. Platz in der Weltcup-Wertungsprüfung von Verona mit Loreana, 1. Platz im Großen Preis von Genf mit Adlantus As sowie mit der deutschen Mannschaft 1. Platz im Nationenpreis von Barcelona (Samsung-Super-League-Finale) mit Adlantus As
- 2004: 1. Platz im Großen Preis von Dortmund (CSI 4*) mit Lucie, 1. Platz im Großen Preis von Pforzheim mit Lucie, 2. Platz im Großen Preis von Luzern (CSIO 5*) mit Adlantus As, 1. Platz im Großen Preis von Geesteren (CSI 4*) mit Lucie, 3. Platz im Großen Preis von Münster (Riders Tour-Wertung) mit Loreana sowie mehrere Erfolge mit der deutschen Mannschaft in Super-League-Nationenpreisen
- 2005: 2. Platz in den Weltcup-Wertungsprüfungen von Leipzig und Vigo – beide mit Lucie, 1. Platz in den Weltcup-Wertungsprüfung von Amsterdam (CSI 4*-W) mit Loreana, 1. Platz im Großen Preis von Dortmund (CSI 4*) mit Loreana, 1. Platz im Großen Preis des Maimarkt-Turniers Mannheim mit Loreana, 1. Platz im Großen Preis von Rotterdam (CSIO 5*) mit Lucie sowie mehrere Erfolge mit der deutschen Mannschaft in Super-League-Nationenpreisen
- 2006: 4. Platz im Großen Preis von Bordeaux (CSI-W) mit Loreana, 1. Platz im Großen Preis von Vigo (CSI-W) mit Loreana
- 2007: 2. Platz im Großen Preis von Kiel mit Lucie
- 2008: 2. Platz im Großen Preis von Pforzheim (CSI 3*) mit Levito, 2. Platz im Großen Preis von Lüttich (CSI 4*) mit Lucie
- 2009: 2. Platz im Großen Preis von Braunschweig (CSI 4*) mit Lucie, 3. Platz im Großen Preis von Gera (CSI 3*) mit Adlantus As, 1. Platz im Großen Preis von Deutschland (Berlin-Tempelhof) mit Galippo, 4. Platz im Großen Preis von Hannover (CSI 4*, Riders Tour-Wertungsprüfung) mit Levito
- 2010: 2. Platz in der Weltcup-Wertungsprüfung von Zürich (CSI 5*-W) mit Levito, 2. Platz im Großen Preis von Abu Dhabi (CSIO 5*) mit Lord Luis, 1. Platz im Großen Preis von Braunschweig (CSI 4*) mit Lord Luis. 3. Platz im Großen Preis der Bundesrepublik (Dortmund, CSI 3*) mit Levito, 2. Platz im Großen Preis von Mannheim (CSI 3*) mit Lord Luis, 1. Platz im Großen Preis der dritten Woche des Gera Summer Meetings (CSI 3*) mit Levito, 3. Platz Weltcupprüfung von Oslo (CSI 5*-W) mit Levito, 3. Platz im Großen Preis von Brüssel (CSI 5*) mit Lord Luis, 2. Platz im Großen Preis von Mechelen (CSI 5*-W) mit Lord Luis
- 2011: 1. Platz im Großen Preis von Wiener Neustadt (CSI 2*) mit Levito, 2. Platz im Großen Preis von Kiel (CSI 3*) mit Lucie
- 2012: 1. Platz im Großen Preis der dritten Woche des International Winter Wiener Neustadt (CSI 2*) mit Leonie W. sowie mit der deutschen Mannschaft 4. Platz im Nationenpreis von Lummen (CSIO 4*) mit Balounito
- 2013: 2. Platz in der Euroclassics-Gesamtwertung (CSI 3* Bremen) mit Leonie W., 3. Platz im Großen Preis der Bundesrepublik (CSI 3* Dortmund, Masters League-Finale) mit Leonie W., 3. Platz im Großen Preis von Braunschweig (CSI 4*) mit Leonie W., 2. Platz in der Badenia (CSI 3* Mannheim) mit Leonie W., 1. Platz im Großen Preis von Nörten-Hardenberg (CSI 3*) mit Leonie W. sowie mit der deutschen Mannschaft 1. Platz im Nationenpreis von Calgary (CSIO 5*) mit Leonie W.
- 2014: 3. Platz im Weltcupspringen von Leipzig (CSI 5*-W) mit Leonie W.
- 2015: 3. Platz im Weltcupspringen von Al-Ain (CSI 3*-W) mit Nabab de Revel, 2. Platz im Großen Preis von Abu Dhabi (CSIO 5*) mit Nabab de Revel, 2. Platz in einem Weltcupspringen in Peking (CSI 2*-W) mit Wavanta, 1. Platz im Großen Preis eines CSI 2* in Shanghai mit Double Bent
- 2016: 1. Platz im Großen Preis von Schwerin (CSI 2*) mit Cassalora, 4. Platz im Großen Preis des CSI 1* von Allersehl mit Clitschko
- 2017: 2. Platz im Großen Preis von Eindhoven (CSI 3*) mit Foster, 2. Platz im Großen Preis von Donaueschingen-Immenhöfe (CSI 2*) mit Nabab de Revel, 1. Platz im Großen Preis von Forst/Lausitz (Prüfung Klasse S***) mit Nabab de Revel, 2. Platz im Großen Preis von Salzburg (CSI 4*) mit Foster
- 2018: 2. Platz im Großen Preis eines CSI 2* in Kronenberg mit Foster, 1. Platz im Nationenpreis des CSIO 3* Uggerhalne mit Foster

(Stand: Januar 2019)

## Privates
Lars Nieberg ist verheiratet, Ehefrau Gitta ritt ebenfalls erfolgreich Springen und bildet Pferde aus. Nieberg ist Vater von zwei Söhnen, die beide ebenfalls bei Springprüfungen bis zur Klasse S starten. Beide absolvieren ihre Bereiterlehre bei ihrem Vater.